# Lituania en los Juegos Olímpicos de Sochi 2014
Lituania estuvo representada en los Juegos Olímpicos de Sochi 2014 por un total de 9 deportistas que compitieron en 5 deportes. Responsable del equipo olímpico fue el Comité Olímpico Lituano, así como las federaciones deportivas nacionales de cada deporte con participación.
El portador de la bandera en la ceremonia de apertura fue el patinador artístico Deividas Stagniūnas. El equipo olímpico lituano no obtuvo ninguna medalla en estos Juegos.